# Ricky Karanda Suwardi

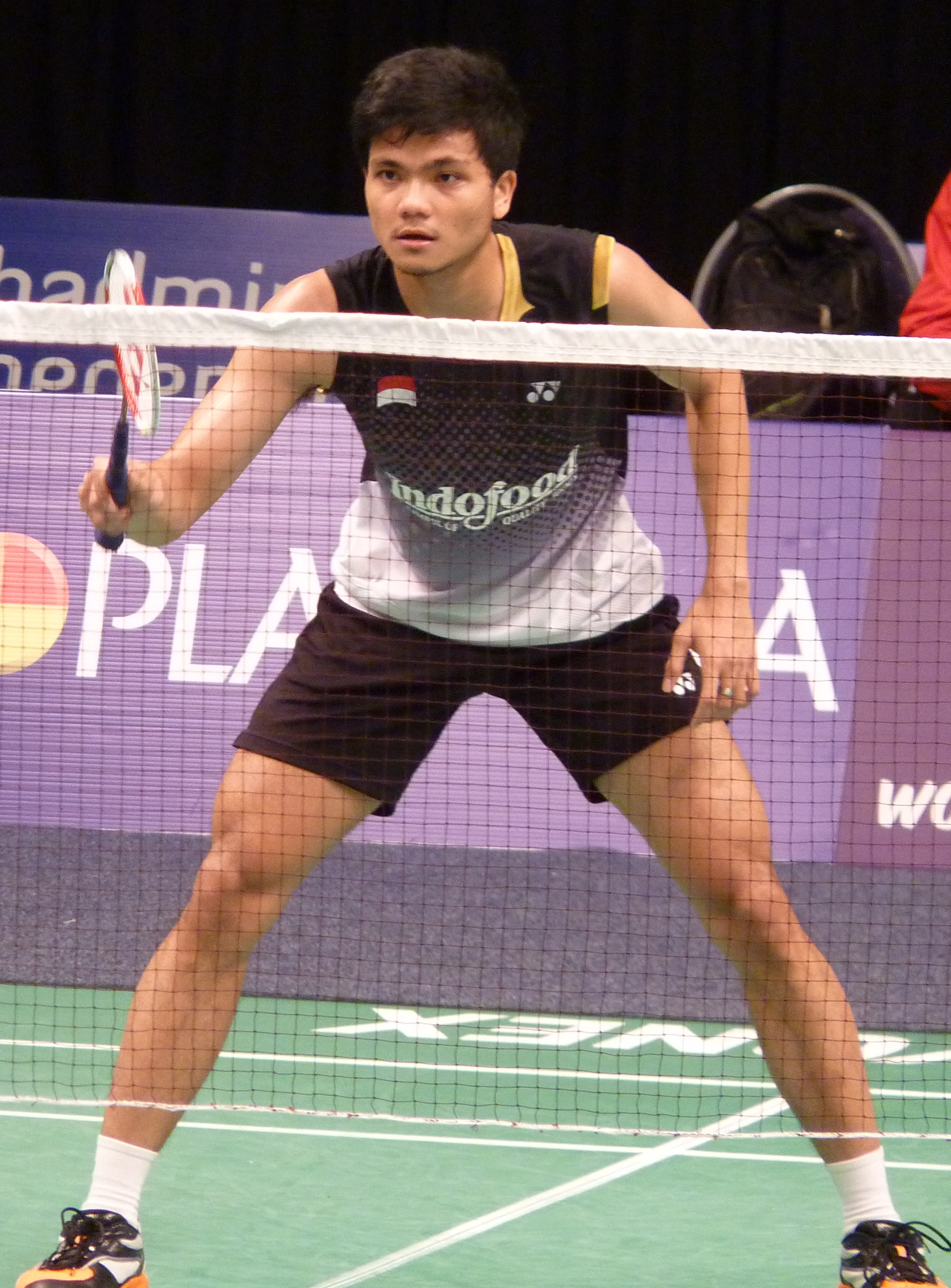
Ricky Karanda Suwardi, 2013

Ricky Karanda Suwardi (* 21. Januar 1992 in Cirebon) ist ein indonesischer Badmintonspieler.

## Karriere
Ricky Karanda Suwardi stand 2010 im Viertelfinale der Indonesia International gemeinsam mit Agripina Prima Rahmanto. Mit ihm schaffte er es auch ins Viertelfinale des Indonesia Grand Prix Gold 2010 sowie ins Halbfinale des India Grand Prix 2010. Im gleichen Jahr gewann er Bronze bei der Junioren-Badmintonasienmeisterschaft im Mixed mit Della Destiara Haris. 2012 siegte er bei den Vietnam International und bei den Indonesia International jeweils im Doppel mit Muhammad Ulinnuha.